# Harraga
Harragas, aus dem Arabischen حراقة, DMG ḥarrāqa ‚diejenigen, die (ihre Einwanderungspapiere) verbrennen‘, sind nordafrikanische Migranten, die illegal aufs europäische Festland oder europäische Inseln in behelfsmäßigen Booten einzuwandern versuchen. Der Name leitet sich von der Praxis her, ihre Einwanderungspapiere zu verbrennen, wenn sie festgenommen werden.
Über die Harraga-Auswanderung aus Nordafrika versuchen algerische, tunesische und marokkanische Harragas in der Regel, die Straße von Gibraltar zu überqueren, um Spanien zu erreichen, d. h. die spanische Region Andalusien und die spanischen Exklaven Ceuta und Melilla. Manchmal führt auch die Reise von Afrika zum Inselstaat Malta oder der italienischen Insel Lampedusa. Von hier aus brechen sie häufig auf, um in andere Länder/Regionen Europas auszuwandern.
An der Atlantikküste von Nordafrika starten mauretanische und senegalesische Flüchtlinge in der Hoffnung, die spanischen Kanarischen Inseln zu erreichen, in kleinen, flachen Booten, die auf Spanisch als Pateras bezeichnet werden, oder in Schlauch- oder Paddelbooten. Da Boote wie diese nicht für Ozeanüberquerungen geeignet sind, ist die Sterbequote für Harragas sehr hoch. Die Beweggründe, diese äußerst riskante Überfahrt zu wagen, sind zweierlei: die tief greifende wirtschaftliche Armut sowie die Asylsuche wegen extremer politischer Repression in ganz Nordafrika.
Mit den Harragas befasst sich auch der gleichnamige Film des algerischen Regisseurs Merzak Allouache aus dem Jahr 2009.